# Julius Ludwig Ideler
Pour les articles homonymes, voir Ideler.
Julius Ludwig Ideler, né le 3 septembre 1809 à Berlin et mort le 17 juillet 1842, est un philologue classique, linguiste et naturaliste prussien.

## Biographie
Julius Ludwig Ideler est le fils de l'astronome et philologue Christian Ludwig Ideler (1766-1846). Il a fréquenté le lycée français à Berlin et a ensuite étudié la médecine, les sciences naturelles et les mathématiques à Berlin. En 1832, il a obtenu son doctorat et son habilitation deux ans plus tard. Ideler s'est fait un nom en publiant des ouvrages coptes et égyptiens qu'il a introduit en Prusse.

## Œuvres
- (la) Meteorologica veterum Graecorum et Romanorum. Prolegomena ad novam meteorologicorum Aristotelis editionem adornandam, 1832.
- (de) Über den Ursprung der Feuerkugeln und des Nordlichts, Berlin, 1832.
- (de) Untersuchungen über den Hagel und die elektrischen Erscheinungen in unserer Atmosphäre, Leipzig, F. C. G. Vogel, 1833.
- (la) Aristotelous Meteōrologika: Aristotelis Meteorologicorum libri IV, Leipzig, F. C. G. Vogel, 1834-1836.
- (de) Die Sage vom Schuß des Tell. Eine historisch-kritische Abhandlung, Berlin 1836.
- (de) Kritische untersuchungen über die historische Entwickelung der geographischen Kenntnisse von der Neuen Welt und die Fortschritte der nautischen Astronomie in dem 15ten und 16ten Jahrhundert, 3 vol., Berlin, Nicolai'schen Buchhandlung, 1836 : traduction de l'ouvrage d'Alexander von Humboldt, Examen critique de l'histoire de la géographie du Nouveau continent.
- (la) Psalterium coptice, 1837 ; réédition à Osnabruck, Biblio Verlag, 1974.
- (de) Leben und Wandel Karls des Großen (Vita Caroli Magni), beschrieben von Einhard, Hambourg et Gotha, 1839.
- (la) Physici et medici Graeci minores, 2 vol., Berlin, G. Reimer, 1841-1842 ; en ligne sur Bibliothèque numérique Medic@ ; réédition à Amsterdam, A. M. Hakkert, 1963.
- (la) Hermapion sive rudimenta hieroglyphicae veterum Aegyptiorum literaturae, Leipzig, F. C. G. Vogel, 1841-1842.